# クライペ将軍誘拐作戦
クライペ将軍誘拐作戦（Kidnap of General Kreipe）とは、第二次世界大戦中に英国特殊作戦執行部（SOE）がナチス・ドイツ支配下のギリシャ・クレタ島にて展開した特殊作戦である。
1944年3月1日、ドイツ陸軍のハインリヒ・クライペ少将は、ギリシャ人に対する厳しい弾圧でその名を知られたフリードリッヒ＝ヴィルヘルム・ミュラー将軍の後任者として第22空輸歩兵師団の師団長に就任した。クレタ島で活動していたSOEエージェントのパトリック・リー・ファーマー少佐とウィリアム・スタンリー・モス大尉らは当初ミュラーの誘拐を計画していたが、クライペが赴任すると彼らは標的をクライペに移し、そのまま作戦を展開した。クレタ・レジスタンスのゲオルギウス・ティラキス(Georgios Tyrakis)とエマニエル・パテラキス(Emmanouil Paterakis)らの協力を得て、ファーマー率いるSOEチームはクライペの誘拐に成功し、またドイツ軍の捜索も振り切った。その後、SOEチームとクライペはクレタ島を離れ、エジプトへ向かった。
戦後、モスがこの作戦を題材としたノンフィクション小説『Ill Met by Moonlight: The Abduction of General Kreipe』を著し、同書は後に『将軍月光に消ゆ』として映画化されている。

## 背景
1941年5月のクレタ島の戦いにより、英軍を始めとする英連邦各国軍はクレタ島からの撤退を余儀なくされた。しかし英軍正規部隊が撤退する中、英国特殊作戦執行部(SOE)は島内の脊梁山脈を本拠とする反独武装組織を支援する為に工作員をクレタ島に派遣した。SOE工作員らは情報収集、武装組織への資金と武器の支援、残存する連合軍将兵の島外脱出の支援などを主な任務としていた。
1944年春、SOE工作員のパトリック・リー・ファーマー少佐とウィリアム・スタンリー・モス大尉は、第22歩兵師団長、フリードリッヒ＝ヴィルヘルム・ミュラー将軍の誘拐計画を立案した。ミュラーは残虐な振る舞いから「クレタの屠殺者」の異名を持ち、クレタ島の市民たちから非常に恐れられていた。SOEの計画では、クレタ島で将軍を誘拐した後にエジプト・カイロへ連行する事になっていた。
ファーマー少佐はクレタ島市民への報復を避けるべく、可能な限り市民の協力を排して英軍の単独作戦であるように見せかけ、無血での達成を想定していた。

## 作戦開始

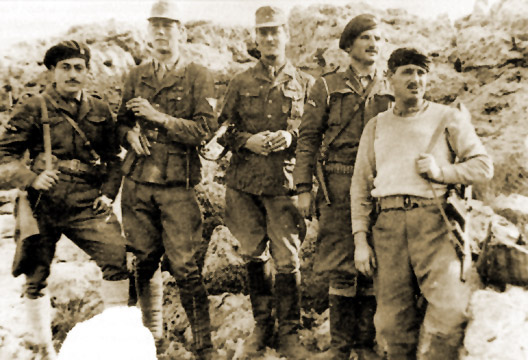
誘拐チーム。右からティラキス、モス、ファーマー、パテラキス、アントニオス・パパレオニダス(Antonios Papaleonidas)。モスとファーマーはドイツ軍の野戦服を着用している。

1944年2月2日、ファーマー少佐、モス大尉、およびクレタ人SOEエージェントのゲオルギウス・ティラキス、エマニエル・パテラキスは航空機でエジプトを出発、クレタ島へと向かう。当初、彼らは上空から落下傘を用いてクレタ島への潜入を図る予定になっていたが、彼らの搭乗した航空機は悪天候から降下地点上空に長時間留まることができなかった。その為、ファーマーのみが降下に成功し、残りの3名を乗せたまま航空機はエジプトへ帰投せざるを得なかった。なお、降下したファーマーはクレタ・レジスタンスとの合流に成功している。その後、モスら残り3名のエージェントは航空機による侵入を3度試みたが断念し、最終的に2ヶ月後の4月4日に機動艇842号(ML 842)により海上から上陸を行った。上陸した3名は海岸にてファーマーおよび先立って潜入していたSOEエージェントのサンディ・レンデル(Sandy Rendel)と合流した。ところがミュラー将軍は2月15日付で師団長の職をクライペ将軍に引き継ぎ、ブルーノ・ブロイアー将軍の後任たるクレタ島要塞司令官としてハニアに移っていた。これを受けてSOEエージェントらは標的をクライペに変更し、作戦計画をそのまま実行に移す事を決断する。SOEチームには現地で合流したクレタ人も含まれ、例えばウォレス・ビアリー(Wallace Beery)ことアントニウス・パパレオニダス(Antonios Papaleonidas)、ミキス(Mikis)ことミカイル・アコウミアナキス(Michail Akoumianakis)、ゲオルギウス・シナラキス(Grigorios Chnarakis)らである。この内、ミキスは司令官公邸ヴィラ・アリアドニ(Villa Ariadne)があるクノッソスの住民で、彼の自宅はヴィラ・アリアドニと通りを挟んだ向かい側にあったという。その後、SOEチームは誘拐の実行に先立ち予備偵察を開始する。ファーマーは羊飼いに扮し、地元のバスに乗ってクノッソスおよびドイツ軍司令部周辺の状況を確認した。偵察を終えたファーマーはドイツ軍司令部への潜入は非常に困難であると判断し、数日を掛けてクライペの行動を観察して誘拐計画の詳細を決定していった。その計画では、2人の英将校が野戦憲兵隊の下士官に扮し、検問にて帰宅途中のクライペの公用車を止める事になっていた。
その他に誘拐チームメンバーとしてはイリアス・アタナサキス(Ilias Athanasakis)、エフストラティウス・サヴィオラキス(Efstratios Saviolakis)、ディミトリオス・トゥザトザダキス(Dimitrios Tzatzadakis)、ニコラウス・コミス(Nikolaos Komis)、アントニウス・ゾイダキス(Antonios Zoidakis)らが選ばれた。
1944年4月26日夜、2人の英将校はヴィラ・アリアドネの手前で将軍の公用車を止めた。そしてファーマーとパテラキスが将軍の身柄を確保し、モスとティラキスは警棒で運転手を殴り倒した。将軍と誘拐チームを乗せモスが運転する公用車は1時間半をかけてヘラクリオンを離れ、その間に22個の検問を通過している。その後、ファーマーはチームから離れ公用車の処分を行っているが、この際に「誘拐はコマンドスにより遂行され、島民に対する報復は行われるべきではない」という旨を記した文書を車内に残していっている。ドイツ軍のパトロールによる追跡を受けつつ、再び合流した誘拐チームは山岳地帯を抜けて島の南側を目指した。南側の海岸では、デニス・キクリティラ少佐率いるSOE回収部隊とブライアン・コールマン艇長の機動艇842号が待機し彼らの到着を待つ手筈になっていた。この脱出行の最中、ギリシア神話におけるゼウスの生誕地と伝えられるイディ山を抜ける折にクライペがホラティウスの詩の一説を口にすると、ファーマーが続けて残りの部分全てを読み上げたという話が残されている。後にファーマーはこの出来事を指して「共に同じ学問の泉に酔いしれていたのだ」と語っている。
1944年5月14日、チームは南側海岸に到着して島を脱出、エジプトへと送られた。

## その後
誘拐後もドイツ軍による島民への報復措置は実施されなかった。これは1942年5月から6月に行われた特殊舟艇部隊(SBS)による襲撃作戦（アルブメン作戦）の直後に50名の島民が虐殺され、さらに1943年9月にはミュラー将軍により報復措置（ビアンノスの虐殺）が命じられた事とは対照的であった。
1944年5月1日、クライペの後任がヘルムート・フリーベ将軍に決定する。クライペは尋問を受けた後にカナダの捕虜収容所に送られ、ウェールズの特別収容所を経て、1947年に釈放された。1972年にはギリシャのテレビ番組で誘拐チームのメンバーと再会している。1976年6月14日に死去した。
この作戦の成功を受け、ファーマー少佐はDSOを、モス大尉はMCを受章し1944年7月13日付の英国政府官報ロンドンガゼッタに掲載された。
1950年、モスはこの作戦を題材としたノンフィクション小説『Ill Met by Moonlight: The Abduction of General Kreipe』を発表。1957年には『将軍月光に消ゆ』として映画化された。